# Šmagi Bolkvadze
Šmagi Bolkvadze (in georgiano შმაგი ბოლქვაძე?; Khulo, 26 luglio 1994) è un lottatore georgiano specializzato nella lotta greco-romana. Ha rappresentato la Georgia ai Giochi olimpici estivi di Rio de Janeiro 2016 vincendo la medaglia di bronzo nel torneo dei 66 kg.

## Palmarès
- Giochi olimpici

Rio de Janeiro 2016: bronzo nei 66 kg.
- Europei

Riga 2016: bronzo nei 66 kg
Kaspiysk 2018: argento nei 67 kg
Varsavia 2021: oro nei 72 kg
Budapest 2022: argento nei 72 kg.